# Lijst van rijksmonumenten in Loenersloot
De plaats Loenersloot telt 31 inschrijvingen in het rijksmonumentenregister. Hieronder een overzicht.
| Object                                                                                                | Oorspronkelijke functie?  | Bouwjaar                               | Architect | Locatie                | Coördinaten?                  | Nr.?   | Afbeelding        |
| --- | ------------------------- | -------------------------------------- | --------- | ---------------------- | ----------------------------- | ------ | ----------------- |
| Welgelegen / theater Mickery                                                                          | Boerderij                 | 17e eeuw                               |           | Rijksstraatweg 202     | 52° 13' 41" NB, 4° 59' 55" OL | 26103  | Meer afbeeldingen |
| 'Geijnzicht', aardig gepleisterd laag klein landhuis deels met plankenbetimmering, zakgoot            | Woonhuis                  |                                        |           | Rijksstraatweg 206     | 52° 13' 42" NB, 4° 59' 54" OL | 26104  | Meer afbeeldingen |
| Rechthuis                                                                                             | Gerechtsgebouw            | 18e eeuw                               |           | Rijksstraatweg 214     | 52° 13' 44" NB, 4° 59' 54" OL | 26106  | Meer afbeeldingen |
| Gepleisterde boerderij, fraai exemplaar met opkamer, terzijde in topgevel eindigend                   | Boerderij                 | 17e eeuw                               |           | Rijksstraatweg 228     | 52° 13' 47" NB, 4° 59' 55" OL | 26107  | Meer afbeeldingen |
| Boerderij met fraaie rieten dak, voorname gepleisterde en gewitte gevel, goed geplaatste raamkozijnen | Boerderij                 | 1594 (gevelsteen)                      |           | Slotlaan 8             | 52° 13' 44" NB, 4° 59' 59" OL | 26119  | Meer afbeeldingen |
| Kasteel Loenersloot                                                                                   | Kasteel, buitenplaats     | 13e/14e eeuw of 1772-1775 (verbouwing) |           | Rijksstraatweg 211     | 52° 13' 46" NB, 4° 59' 50" OL | 511837 | Meer afbeeldingen |
| Loenersloot: tuin- en parkaanleg                                                                      | Tuin, park en plantsoen   | 17e+18e eeuw                           |           | Rijksstraatweg bij 211 | 52° 13' 46" NB, 4° 59' 45" OL | 511838 | Meer afbeeldingen |
| Loenersloot: brugwachterswoning annex tolhuis                                                         | Bijgebouwen kastelen enz. | 17e eeuw                               |           | Rijksstraatweg 203     | 52° 13' 45" NB, 4° 59' 53" OL | 511839 | Meer afbeeldingen |
| Loenersloot: ophaalbrug                                                                               | Tuin, park en plantsoen   | laatste kwart 17e eeuw                 |           | Rijksstraatweg bij 203 | 52° 13' 45" NB, 4° 59' 53" OL | 511840 | Meer afbeeldingen |
| Loenersloot: krukhuisboerderij                                                                        | Bijgebouwen kastelen enz. | waarschijnlijk 17e eeuw                |           | Rijksstraatweg 207     | 52° 13' 44" NB, 4° 59' 50" OL | 511841 | Meer afbeeldingen |
| Loenersloot: koetshuis                                                                                | Bijgebouwen kastelen enz. | ca. 1770                               |           | Rijksstraatweg 209     | 52° 13' 45" NB, 4° 59' 48" OL | 511842 | Meer afbeeldingen |
| Loenersloot: smeedijzeren toegangshek                                                                 | Tuin, park en plantsoen   | 19e eeuw                               |           | Rijksstraatweg bij 211 | 52° 13' 45" NB, 4° 59' 49" OL | 511843 | Meer afbeeldingen |
| Loenersloot: vijf zandstenen tuinvazen                                                                | Tuin, park en plantsoen   | 18e eeuw                               |           | Rijksstraatweg bij 211 | 52° 13' 46" NB, 4° 59' 50" OL | 511844 | Meer afbeeldingen |
| Loenersloot: hoge bakstenen keermuur                                                                  | Tuin, park en plantsoen   | 19e eeuw                               |           | Rijksstraatweg bij 211 | 52° 13' 46" NB, 4° 59' 50" OL | 511845 | Meer afbeeldingen |
| Loenersloot: langhuisboerderij                                                                        | Bijgebouwen kastelen enz. | ca. 1880                               |           | Rijksstraatweg 205     | 52° 13' 44" NB, 4° 59' 48" OL | 511846 | Meer afbeeldingen |
| Loenersloot: arbeidershuisje                                                                          | Bijgebouwen kastelen enz. | eind 19e eeuw                          |           | Rijksstraatweg 201     | 52° 13' 36" NB, 4° 59' 53" OL | 511847 | Upload foto       |
| Valkenheining: hoofdgebouw                                                                            | Kasteel, buitenplaats     | 1677                                   |           | Rijksstraatweg 147     | 52° 13' 58" NB, 4° 59' 42" OL | 506234 | Meer afbeeldingen |
| Valkenheining: historische tuin- en parkaanleg                                                        | Tuin, park en plantsoen   |                                        |           | Rijksstraatweg bij 147 | 52° 13' 60" NB, 4° 59' 40" OL | 507992 | Upload foto       |
| Valkenheining: theekoepel                                                                             | Bijgebouwen kastelen enz. |                                        |           | Rijksstraatweg bij 147 | 52° 13' 56" NB, 4° 59' 44" OL | 507993 | Meer afbeeldingen |
| Kleine huis                                                                                           | Bijgebouwen kastelen enz. |                                        |           | Rijksstraatweg 143     | 52° 14' 2" NB, 4° 59' 42" OL  | 507994 | Upload foto       |
| Schuur                                                                                                | Bijgebouwen kastelen enz. |                                        |           | Rijksstraatweg 147     | 52° 13' 57" NB, 4° 59' 45" OL | 507995 | Upload foto       |
| Schuur                                                                                                | Bijgebouwen kastelen enz. |                                        |           | Rijksstraatweg bij 147 | 52° 13' 59" NB, 4° 59' 46" OL | 507996 | Upload foto       |
| Hardstenen voetstuk aan zuidzijde van neo-formele tuin                                                | Bijgebouwen kastelen enz. |                                        |           | Rijksstraatweg bij 147 | 52° 13' 59" NB, 4° 59' 42" OL | 507997 | Upload foto       |
| Voetstuk aan zuidzijde van de neo-formele tuin                                                        | Bijgebouwen kastelen enz. |                                        |           | Rijksstraatweg bij 147 | 52° 13' 58" NB, 4° 59' 42" OL | 507998 | Upload foto       |
| Hardstenen voetstuk aan zuidzijde van de neo-formele tuin                                             | Bijgebouwen kastelen enz. |                                        |           | Rijksstraatweg bij 147 | 52° 13' 58" NB, 4° 59' 42" OL | 507999 | Upload foto       |
| Betonnen sokkel aan noordzijde van de neo-formele tuin                                                | Bijgebouwen kastelen enz. |                                        |           | Rijksstraatweg bij 147 | 52° 13' 59" NB, 4° 59' 43" OL | 508000 | Upload foto       |
| Hardstenen voetstuk met vrouwenfiguur aan noordwestzijde van de neo-formele tuin                      | Bijgebouwen kastelen enz. |                                        |           | Rijksstraatweg bij 147 | 52° 13' 59" NB, 4° 59' 42" OL | 508001 | Upload foto       |
| Hardstenen voetstuk in neo-formele voortuin                                                           | Bijgebouwen kastelen enz. |                                        |           | Rijksstraatweg bij 147 | 52° 13' 57" NB, 4° 59' 43" OL | 508002 | Upload foto       |
| Twee hardstenen sokkeltjes                                                                            | Bijgebouwen kastelen enz. |                                        |           | Rijksstraatweg bij 147 | 52° 13' 58" NB, 4° 59' 44" OL | 508003 | Upload foto       |
| Toegangshek                                                                                           | Bijgebouwen kastelen enz. |                                        |           | Rijksstraatweg bij 147 | 52° 13' 58" NB, 4° 59' 42" OL | 508004 | Toegangshek       |
| Hardstenen sokkel aan oostzijde tuin                                                                  | Bijgebouwen kastelen enz. |                                        |           | Rijksstraatweg 147     | 52° 13' 58" NB, 4° 59' 46" OL | 508005 | Upload foto       |